# Alioranus
Alioranus és un gènere d'aranyes araneomorfes de la subfamilia Erigoninae, pertanyent a la família Linyphiidae.
Fou descrita per primera vegada per Eugène Louis Simon l'any 1926.
Es poden trobar en la zona paleàrtica.

## Llista d'espècies
Segons The World Spider Catalog 12.0:
- Alioranus avanturus Andreeva & Tyschchenko, 1970
- Alioranus diclivitalis Tanasevitch, 1990
- Alioranus distinctus Caporiacco, 1935
- Alioranus minutissimus Caporiacco, 1935
- Alioranus pastoralis (O. Pickard-Cambridge, 1872)
- Alioranus pauper (Simon, 1881) (Espècie tipus)